# Heliconia
Ne doit pas être confondu avec Helliconia.
Genre
Classification phylogénétique
Heliconia est un genre de plantes à fleur originaire de l'Amérique tropicale et de certaines îles du Pacifique.
Heliconia est le seul genre de la famille des Heliconiaceae qui compte entre 100 et 200 espèces, dont la plupart sont originaires de l'Amérique. De nombreuses espèces sont cultivées pour leurs inflorescences de couleurs vives et voyantes
Les Heliconia sont une importante ressource de nourriture pour certains oiseaux-mouches qui puisent grâce à leur long bec le nectar nécessaire à leur survie ; certains, comme l'Ermite hirsute, utilisent également la plante pour leur nid.

## Étymologie
Le nom de genre Heliconia dérive du grec Ἑλικών / Helikṓn littéralement « la montagne tortueuse », en référence au mont Hélicon massif montagneux de Béotie, en Grèce, culminant à 1 748 mètres, nom qui a pour racine grecque ἕλιξ / hélix, « spirale, zigzag », en référence à la forme des inflorescences de cette plante. 

## Photographies

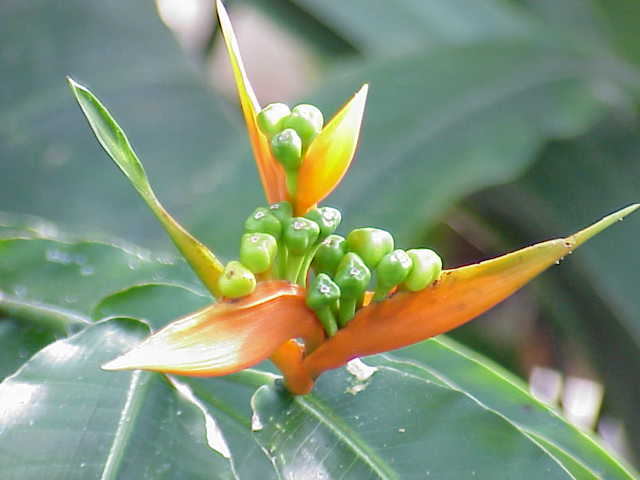
Heliconia aurantiaca
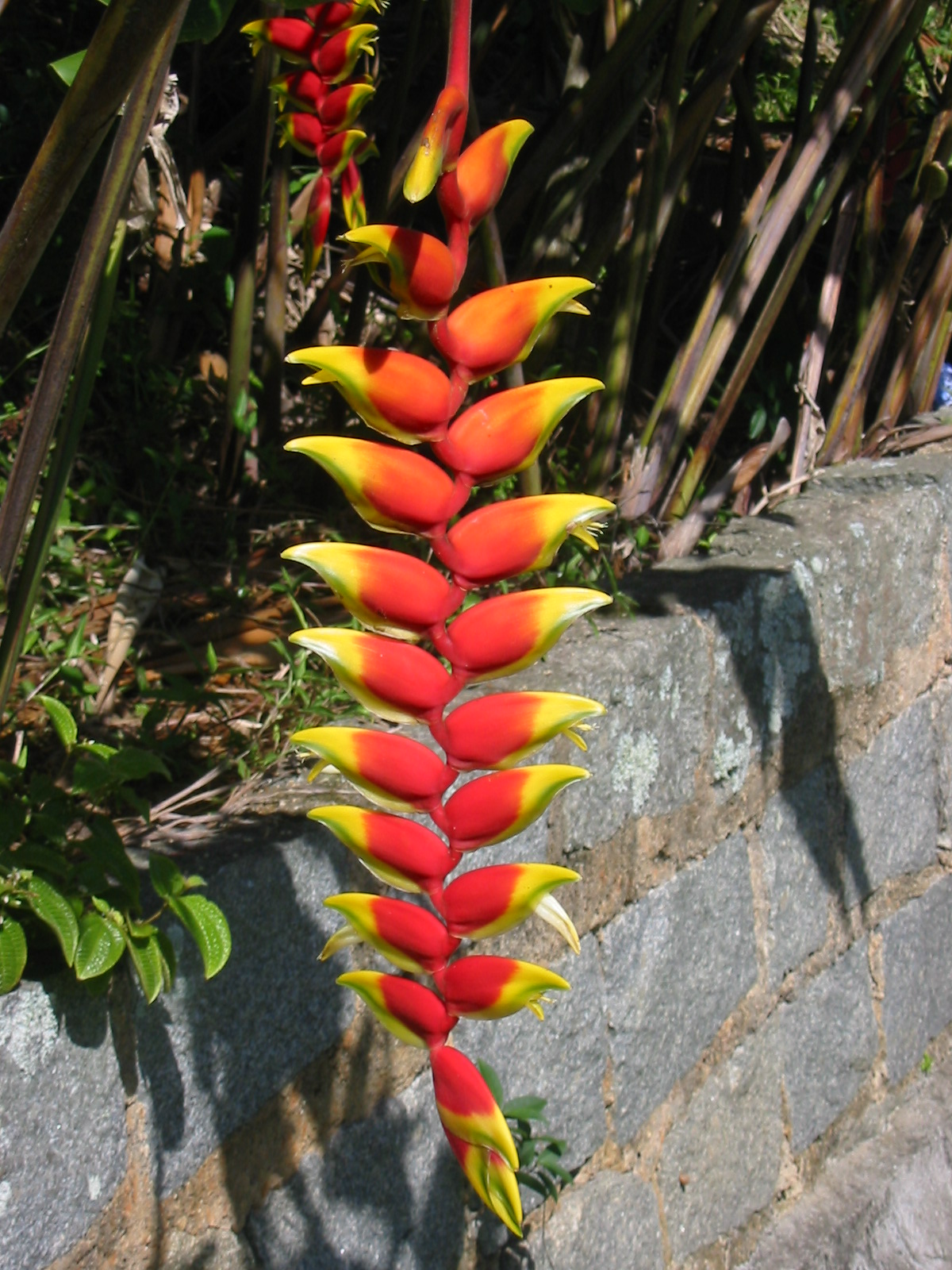
Heliconia rostrata
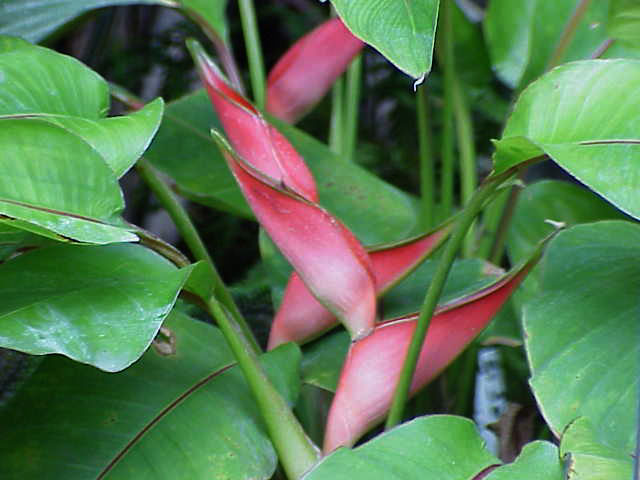
Heliconia stricta

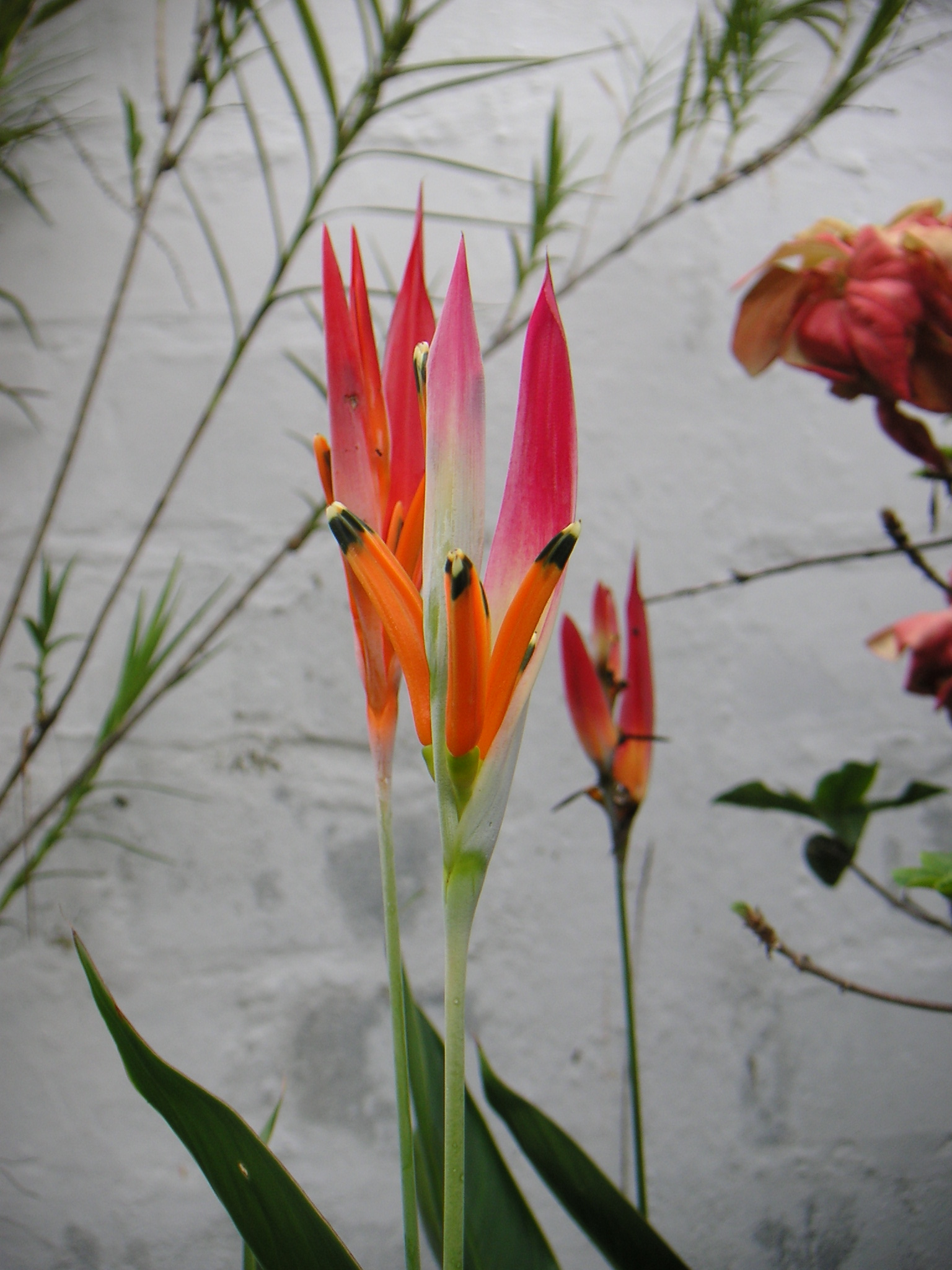
Heliconia psittacorum
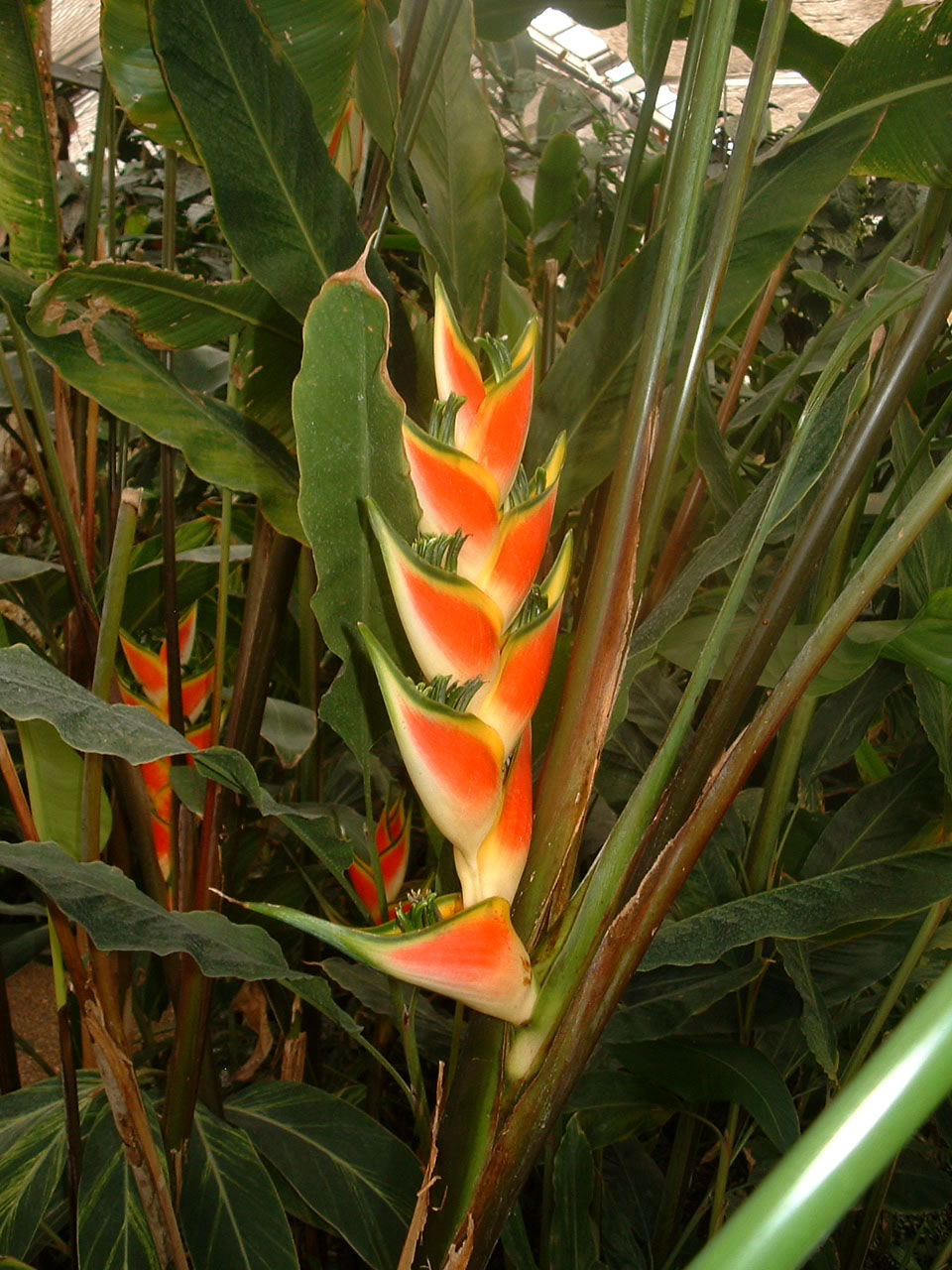
Heliconia wagneriana
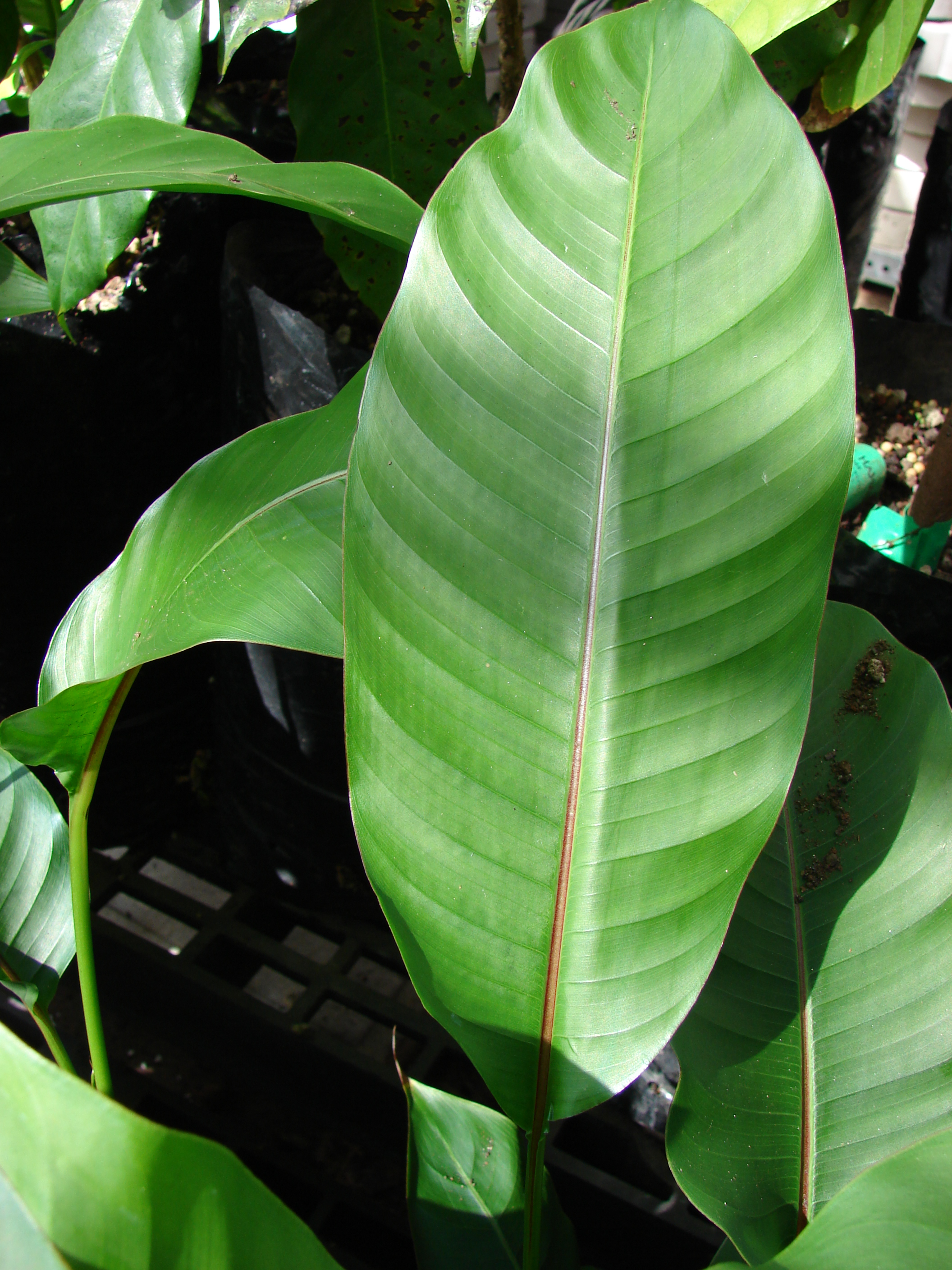
Heliconia stricta (feuille jamaïcaine naine). Lieu : Maui, Kula Ace Hardware et pépinières.

## Liste d'espèces
Selon World Checklist of Selected Plant Families (WCSP) (20 mars 2012):

## Espèces aux noms synonymes, obsolètes et leurs taxons de référence
Selon World Checklist of Selected Plant Families (WCSP) (23 mars 2012):